# Vote blanc
Lors d'une élection, le vote blanc est le fait de ne voter pour aucun des candidats, ou aucune des propositions dans le cas d'un référendum. Il se distingue de l'abstention (absence de vote) et du vote nul (vote non valable), et bien qu'il ne soit pas souvent comptabilisé comme un vote exprimé et qu’il soit moins médiatisé que l’abstention, il est généralement considéré comme un moyen d’expression politique.

## Éléments de définition
Le « bulletin blanc », autrefois nommé « billet blanc »[réf. souhaitée], a été rendu possible par le remplacement du vote à main levée par le vote par bulletin (loi du 18 ventôse an VI, en référence à l'article 31 de la constitution de l'an III) ; avant cela, l'abstention était la seule alternative possible au vote.
Il ne semble pas exister de définition juridique très précise du vote blanc pour ce qui concerne sa signification, mais, selon le dictionnaire, un bulletin blanc est « un bulletin de vote mis dans l'urne et sur lequel n'est porté aucun nom ni aucune mention ». Le dictionnaire du vote de Paul Bacot le décrit comme un « bulletin de vote qui, dépourvu de toute inscription, ne comporte donc l'expression d'aucun choix parmi ceux autorisés ». Plus tard le Centre d'information civique (CIC) considère qu'il s'agit d'une « feuille de papier blanc et vierge glissée dans une enveloppe ».
Selon le Code électoral français : « Une enveloppe ne contenant aucun bulletin est assimilée à un bulletin blanc. »
En 2015, pour le site institutionnel français Vie Publique : « Le vote blanc consiste à déposer dans l’urne une enveloppe vide ou contenant un bulletin dépourvu de tout nom de candidat (ou de toute indication dans le cas d’un référendum). Ce type de vote indique une volonté de se démarquer du choix proposé par l’élection ».

## Interprétations possibles
Dans le domaine des sciences politiques, le vote blanc est parfois désigné comme de l'« abstentionnisme civique » ou une forme plus large d'« alter-vote » qui ne rime pas forcément avec neutralité.
Plusieurs significations peuvent être données au vote blanc :
- dans les petites communes où tout le monde se connaît, le vote blanc permet de voter au vu et su de la communauté, tout en exprimant le souhait de quelque chose de différent de ce que les candidats proposent ;
- il contribue à la mesure de la légitimité d'un groupe ou d'un élu : si quelqu'un est élu avec peu de bulletins blancs, ses décisions seront peut-être mieux respectées parce qu'il recueille l'assentiment positif des électeurs. Inversement, une forte abstention ou de nombreux votes blancs ou nuls laissent penser que l'élu reflète moins fidèlement la volonté majoritaire et une moindre adhésion à ses choix politiques ou stratégiques ;
- l'électeur peut ne pas avoir trouvé de candidat ou de parti politique qui corresponde à ses idées, mais ainsi tenir à manifester sa déception par un vote, plutôt que par l'abstention. Il indique alors peut-être qu'il ne remet pas en cause le principe des élections ni leur utilité ;
- le vote blanc peut être aussi un recours pour un électeur favorable à un parti à l'exclusion des autres, mais pas au candidat qui le représente ;
- si le chiffre des votes blancs est publié et qu'il est non négligeable, il peut appeler à susciter de nouvelles candidatures pour les élections suivantes, voire à créer de nouveaux partis politiques qui chercheraient à capter les voix de cette « réserve de votants », ceux-ci ne se reconnaissant ni dans les candidats en présence, ni dans leur programme. En France, le pourcentage des votes blancs est connu depuis les élections européennes du mois de mai 2014 (étant auparavant comptabilisés avec les votes nuls), même si leur décompte n'est pas dénué de confusions potentielles[10]. Le taux de votes blancs et nuls varie en moyenne entre 2 et 5 % des votants[réf. nécessaire], mais peut atteindre davantage[11] en fonction des contextes ;
- une option parfois envisagée est de considérer le vote blanc comme suffrage exprimé et, s'il obtient la majorité, de convoquer de nouvelles élections avec de nouveaux candidats.

Selon Adélaïde Zulfikarpasic et Pierre Bréchon, bien qu'il ne soit souvent pas comptabilisé comme un vote exprimé, le vote blanc est un enjeu et peut être considéré comme une expression politique notamment parce qu'il est réputé intentionnel et parce qu'il donne une mesure de « la tension abstention/participation ». Sa croissance dans les années 1990 « mérite d'être appréhendée comme le signe de phénomènes sociaux ou politiques et d'être étudiée ».
Pour Pascal Jan, le vote blanc exprime l’opinion d’un électeur qui manifeste son attachement à l’élection (contrairement à l'abstentionniste) et qui considère que l’offre politique ne lui permet pas de faire un choix, de pencher pour un candidat plutôt qu’un autre. Le vote nul manifeste davantage un mécontentement, dans la mesure où, généralement, l’électeur barre ou déchire son bulletin de vote.
Selon Jérémie Moualek, en l'absence de reconnaissance du vote blanc dans les suffrages exprimés et donc de la distinction effective avec le vote nul, l'acte de voter blanc correspond encore à un usage pluriel du bulletin de vote (mêlant bulletins vierges, annotés, déchirés et enveloppes vides) qui diffère de l'emploi procédural auquel le bulletin est normalement cantonné,,,.
La première analyse des votes blancs en Belgique est réalisée par Geoffrey Pion en 2010. Cette analyse montre, au niveau géographique ("écologique" dans le texte), un effet de frontières, l'influence du type de vote et la ruralité. Au niveau socio-économique, ce sont les populations en difficulté qui semblent prédominantes. Il analyse aussi les catégories de votes nuls : erreurs (non respect des règles), rayés, protestations envers la politique ou avec inscriptions sans lien avec la politique.

## Pays comptabilisant les votes blancs

### Asie
En Mongolie, les élections présidentielles tiennent compte des votes blancs en tant que votes valides entrant en compte dans le décompte des voix et de leur pourcentage (articles 97.9 et 99.2 de la loi électorale mongole). Or, un candidat devant réunir la majorité absolue des suffrages (plus de 50 % des voix) pour être élu, il est par conséquent possible qu'aucun candidat n'atteigne le seuil requis, même au second tour. Un tel résultat conduit alors à la tenue de nouvelles élections (article 8.6.2) pour laquelle l'ensemble des partis doivent présenter de nouveaux candidats,. Ce cas de figure est évité de justesse au cours de l'élection présidentielle mongole de 2017. Khaltmaagiyn Battulga l'emporte en effet au second tour par 7 332 voix, 8,23 % des votants ayant choisi le vote blanc plutôt que l'un des deux adversaires restants.

### Europe
Depuis 2003, la Suisse comptabilise les bulletins blancs dans les élections au scrutin majoritaire. Ils participent à l'établissement de la majorité absolue. Mais au second tour, c'est la majorité relative qui est appliquée.
En Suisse, depuis 2014, des collectifs citoyens, notamment portés par Thomas Wroblevski, dans le canton de Neuchâtel et Jean-Luc Berkovits, dans le canton de Vaud, militent pour une reconnaissance institutionnelle du vote blanc en Suisse. Ces groupes ont présenté des listes symboliques lors d’élections communales,, cantonales, et fédérales,, parfois sous la bannière du collectif Modernokratie,, afin de représenter les électeurs refusant les candidats proposés. Ils revendiquent que le vote blanc soit reconnu comme un choix politique légitime, susceptible d’entraîner, en cas de majorité, la vacance d’un siège ou la tenue d’un nouveau scrutin, donnant ainsi un rôle effectif de veto démocratique,. Les candidats précisent qu’ils démissionneraient s’ils étaient élus, soulignant leur fonction représentative du vote blanc. Ces démarches ont suscité un écho médiatique local et contribué au débat sur le statut du vote blanc en Suisse.
En France, les bulletins blancs sont décomptés séparément et annexés au procès-verbal depuis le 21 février 2014. Ils sont comptabilisés dans les résultats des scrutins et ne sont plus considérés comme des votes nuls. Ils restent tout de même non considérés comme des suffrages exprimés, puisque transformés par ce même décret de vote valide en vote non valide pour la détermination des majorités relatives et absolues.
L'Espagne et les Pays-Bas sont les seuls pays européens qui considèrent les votes blancs comme valides à toutes les élections. Ils participent au calcul des pourcentages, notamment dans les rares référendums. Ils sont par conséquent pris en compte pour déterminer si un parti a franchi ou non le seuil électoral. En revanche, seuls les suffrages exprimés sont pris en compte pour la répartition des sièges à pourvoir.
La Suède était dans le même cas que l'Espagne mais les bulletins blancs ont été récemment écartés de la catégorie « bulletins valides », sauf pour les référendums.
À côté du vote obligatoire, la Belgique présente une autre singularité : l’importance du nombre de bulletins blancs et nuls. En 2003, ils représentaient 5,2 % des bulletins déposés (ils sont les plus nombreux en zone rurale), ce qui est nettement plus que la moyenne européenne. Contrairement à une rumeur tenace, ces bulletins blancs et nuls ne sont pas ajoutés au premier parti ; ils n’interviennent pas dans les décomptes des voix pour les partis ni pour la distribution des sièges (opérée sur les votes valablement exprimés).
En Ukraine, le vote blanc est également pris en compte, notamment lors de la présidentielle et des législatives. C'est également le cas en Biélorussie et en Russie jusqu'en 2006.

### Amérique du Sud
L'Uruguay reconnaît le vote blanc.
Au Pérou, le scrutin est annulé lorsque les deux tiers des électeurs votent blanc : cela revient à dire que le peuple possède en quelque sorte un droit de veto.
En Colombie, d'après la loi électorale 1475, le vote blanc reflète « une expression de la dissidence politique, d'abstention ou de désaccord avec les politiques ». Il est aussi précisé que « le vote blanc est une expression valable de la dissidence à travers laquelle la protection de la liberté de l'électeur est promue ». Les votes blancs sont donc comptabilisés dans les suffrages exprimés (votos validos - article 9 de l’acte législative de 2009) pour tous les scrutins, présidentiel compris. Un candidat victorieux au second tour peut par conséquent être déclaré élu avec un pourcentage des voix exprimées inférieur à 50 %. Si le total de votes blancs atteint la majorité absolue des votes « valides », il est procédé à un nouveau scrutin auquel les précédents candidats ne peuvent se représenter. Si le vote blanc est de nouveau majoritaire au cours de l’élection suivante, alors le candidat ayant recueilli le plus de voix est déclaré élu. Le vote blanc possède donc un pouvoir invalidant en Colombie, où ce cas de figure s'est présenté lors d’une élection locale, à Bello en 2011, au cours de laquelle le seul candidat à l’élection (Germán Londoño, Parti conservateur colombien) a finalement recueilli moins de voix (46 465) que les votes blancs (60 818). Une nouvelle élection a alors eu lieu et le candidat perdant n’a pas pu se représenter,.

### Afrique et Moyen-Orient
En Tunisie lors des élections des membres de l'assemblée constituante en octobre 2011, les votes blancs ont été comptabilisés pour la détermination du nombre de sièges obtenus par les listes électorales dans certaines circonscriptions. Cependant un recours a été déposé dans la circonscription de Médenine par le parti d'Ennahdha pour annuler cette décision et ne pas prendre en compte les votes blancs. Le tribunal administratif a accepté le recours et a permis au parti d'Ennahda de remporter un siège supplémentaire.
En Mauritanie, la loi électorale reconnait spécifiquement le vote blanc, dit "neutre". Lors de chaque élection ou référendum, les électeurs ont en effet la possibilité de cocher « Vote neutre » sur leur bulletin, et ces votes sont pris en compte en tant que votes valides entrant en compte dans le décompte des voix et de leur pourcentage, à l'exception de ceux exprimés lors du second tour des présidentielles. Lors des législatives par exemple, la forme du scrutin majoritaire organisé dans les circonscriptions composées d'un ou deux sièges se trouve ainsi légèrement modifiée. Au premier tour, le candidat qui réunit une majorité absolue (plus de 50 % des voix) est en effet déclaré élu mais, à défaut, le second tour opposant les deux candidats arrivés en tête donne pour vainqueur celui recueillant le plus de suffrages. Il est donc possible, dans le cas de résultats serrés entre les deux candidats et d'un nombre de votes neutres assez important, que le candidat déclaré vainqueur au second tour le soit avec moins de la moitié des suffrages exprimés, comme lors d'un vote à la majorité relative.

## Situation en France

### Historique
Traditionnellement, à partir de 1807, la règle juridique dominante a été l’assimilation du vote blanc au vote nul, hormis pour quelques élections de la période de la Restauration qui ont comptabilisé les votes blancs comme des votes exprimés. Cette règle a été formalisée pour la première fois dans l'article 30 du décret réglementaire du 2 février 1852 pour l’élection au Corps législatif, avant d’être reprise à l’article 9 de la loi du 29 juillet 1913 visant à assurer le secret et la liberté du vote ainsi que la sincérité des opérations électorales. Il n’était fait aucune distinction entre :
- les bulletins blancs (apportés par les électeurs eux-mêmes) ;
- les bulletins ne comportant pas une désignation suffisante ;
- les bulletins et enveloppes sur lesquels les votants se sont fait connaître ;
- les bulletins comportant des « signes intérieurs ou extérieurs de reconnaissance » ;
- les bulletins trouvés dans l’urne sans enveloppe ou dans des enveloppes non réglementaires ;
- les bulletins imprimés sur du papier de couleur ;
- les bulletins portant des mentions injurieuses pour les candidats ou pour des tiers[50] qui ne font pas partie des suffrages exprimés[51].

Bien que peu ou pas du tout pris en compte depuis plus de deux siècles par les institutions, la pratique du vote blanc s'est perpétuée et a même augmenté à la fin du XXe siècle.
De nombreuses propositions de lois ont été déposées pour la reconnaissance du vote blanc : à l'Assemblée nationale, on peut dénombrer sept propositions de lois sur le sujet sous la Xe législature (1993-1997), cinq sous la XIe législature (1997-2002), six sous la XIIe législature (2002-2007) et huit sous la XIIIe législature (2007-2012). Au total, pas moins de 61 propositions ont été déposées entre 1880 et 2015 (dont 43, après 1993). Un de ces textes avait été adopté par l’Assemblée nationale, le 30 janvier 2003 mais n'a jamais été discuté au Sénat.
Le 22 novembre 2012, l'Assemblée nationale discute d’une proposition de loi du Groupe UDI et indépendants prévoyant la reconnaissance du vote blanc aux élections. Dans la version initiale, le vote blanc devait faire partie des suffrages exprimés, ce qui aurait créé un certain nombre de difficultés. Si les votes blancs étaient incorporés dans les suffrages exprimés il serait par exemple plus difficile d'atteindre la majorité absolue des suffrages exprimés, comme le dispose l'article 7 de la Constitution pour l'élection du président de la République. Le texte a été amendé et les votes blancs ne sont finalement plus considérés comme des suffrages exprimés. La proposition fut adoptée à l’unanimité (90 députés présents). Le texte est modifié par le Sénat le 28 février 2013, et à nouveau par l’Assemblée le 28 novembre. Il est finalement adopté sans modification par le Sénat le 12 février 2014 puis promulgué le 21 février.
Dans les bureaux de vote dotés d’une machine à voter, le vote blanc, quoique exclu des suffrages exprimés, est clairement identifié comme la possibilité légale offerte à l’électeur de ne procéder à aucun choix. Le respect de cette possibilité constitue même un des critères d’agrément d’une machine à voter.
En 2014, la loi no 2014-172 du 21 février 2014 visant à reconnaître le vote blanc aux élections modifie le premier alinéa de l'article L. 66 du même code ; les mots « blancs, ceux » sont supprimés de l'énumération des cas n'entrant pas dans le résultat du dépouillement. La phrase « Les bulletins blancs, ceux ne contenant pas une désignation suffisante ou dans lesquels les votants se sont fait connaître, (…) n'entrent pas en compte dans le résultat du dépouillement » devient « Les bulletins ne contenant pas une désignation suffisante ou dans lesquels les votants se sont fait connaître, (…) n'entrent pas en compte dans le résultat du dépouillement ».

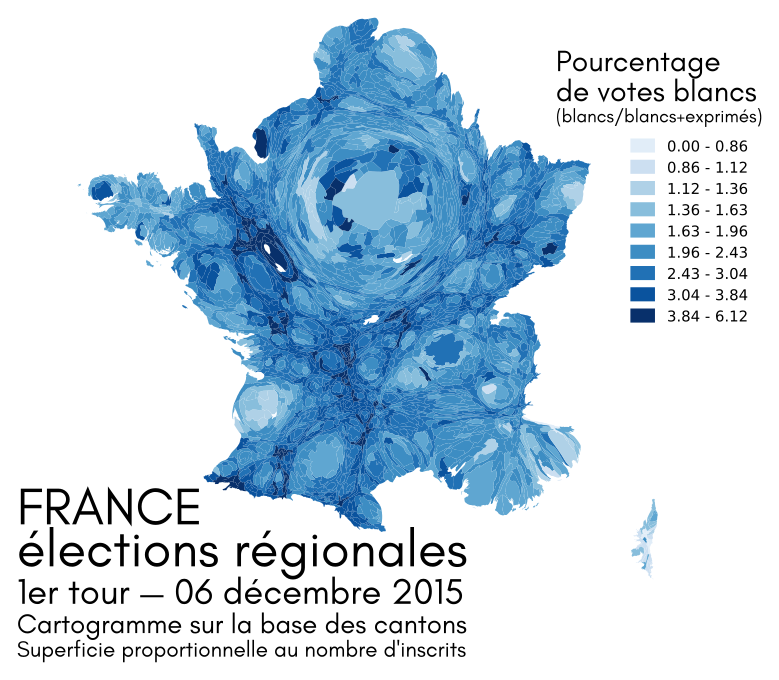
Cartogramme du vote blanc au premier tour des élections régionales françaises de 2015.

| Élection            | 1er tour | 2d tour |
| ------------------- | -------- | ------- |
| Présidentielle 1965 | 1,0 %    | 2,7 %   |
| Présidentielle 1969 | 1,3 %    | 6,4 %   |
| Présidentielle 1974 | 0,9 %    | 1,3 %   |
| Présidentielle 1981 | 1,6 %    | 2,9 %   |
| Présidentielle 1988 | 2,0 %    | 3,6 %   |
| Présidentielle 1995 | 2,8 %    | 6,0 %   |
| Présidentielle 2002 | 3,4 %    | 5,4 %   |
| Présidentielle 2007 | 1,4 %    | 4,2 %   |
| Présidentielle 2012 | 1,9 %    | 5,8 %   |
| Présidentielle 2017 | 2,5 %    | 11,5 %  |
| Présidentielle 2022 | 2,2 %    | 8,7 %   |

| Élection             | 1er tour | 2d tour |
| -------------------- | -------- | ------- |
| Européennes 2014     | 2,77 %   | 2,77 %  |
| Départementales 2015 | 3,29 %   | 5,72 %  |
| Régionales 2015      | 2,41 %   | 2,80 %  |
| Présidentielle 2017  | 1,78 %   | 8,51 %  |
| Législatives 2017    | 1,54 %   | 6,93 %  |
| Européennes 2019     | 2,33 %   | 2,33 %  |
| Présidentielle 2022  | 1,51 %   | 6,37 %  |
| Européennes 2024     | 1,36 %   | 1,36 %  |

### Loi en vigueur
Selon l’article L65 du Code électoral, modifié par la loi no 2014-172 du 21 février 2014 visant à reconnaître le vote blanc aux élections, en vigueur à partir du 1er avril 2014 (il fut appliqué pour la première fois lors des élections européennes du mois de mai 2014) :
« Les bulletins blancs sont décomptés séparément et annexés au procès-verbal. Ils n’entrent pas en compte pour la détermination des suffrages exprimés, mais il en est fait spécialement mention dans les résultats des scrutins. Une enveloppe ne contenant aucun bulletin est assimilée à un bulletin blanc. »
— Dernières phrases du troisième alinéa de l’article L65 du Code électoral

### Profil des électeurs votant blanc
En France, 7,8 % des électeurs interrogés en 2001 disent avoir voté blanc au moins une fois.
En France, selon les sondages et enquêtes disponibles, les abstentionnistes sont plus nombreux dans les classes défavorisées urbaines (l'abstention plus faible en zone rurale pourrait être expliquée par un contrôle social plus important). Ceux qui votent blanc sont les plus nombreux parmi les 25-34 ans ; ils sont plutôt bien intégrés socialement, appartiennent aux classes favorisées, et ils semblent distribués dans toutes les catégories socio-professionnelles. Le vote blanc rural semble être plus souvent une abstention cachée, alors que le vote blanc urbain serait plus souvent une expression politique.

### Organisations politiques de défense du vote blanc

#### Partis promouvant essentiellement le vote blanc
En 1989, Gérard Gautier crée en Bretagne le mouvement « Blanc, c'est exprimé ». Aux élections régionales de 1992 en Bretagne, il présente une liste, qui obtient un siège d’élu.
Un « Parti blanc », se voulant apolitique, est créé en 2000 à Caen par Blaise Hersent-Lechatreux. Il n'appelle pas à voter blanc et ne veut pas propager l'idée d'un vote protestataire mais se propose de représenter ceux qui estiment ne pas être entendus lors du processus électoral. Il est actif jusqu'en 2009.
En 2010, le Parti du vote blanc (PVB) est fondé par Stéphane Guyot. Son intention est de faire reconnaître le vote blanc dans les suffrages exprimés ainsi que de promouvoir une démocratie participative. Lors des élections législatives de 2012, le PVB présente 21 candidats : il obtient une moyenne nationale de 0,44 % des suffrages exprimés. En 2014, sous l'appellation « Citoyens du vote blanc » (CVB), le parti présente des listes aux élections européennes : celles-ci réunissent 110 090 voix, soit 0,58 % des votes exprimés au niveau national, ce qui place le parti à la 14e position sur 50 formations représentées à ces élections. Les CVB décident ensuite de présenter la candidature de Stéphane Guyot à l’élection présidentielle de 2017, mais celui-ci réunit seulement neuf signatures d’élus sur les 500 nécessaires pour pouvoir se présenter.

#### Partis traditionnels favorables au vote blanc
À partir de 2012, plusieurs grandes formations nationales intègrent la reconnaissance à part entière du vote blanc dans leur programme : c’est le cas de Debout la France de Nicolas Dupont-Aignan en 2012, du MoDem de François Bayrou la même année, de l'Union populaire républicaine de François Asselineau en 2013 ou encore de La France insoumise de Jean-Luc Mélenchon en 2016.
La reconnaissance du vote blanc fait partie de l'accord conclu entre Marine Le Pen et Nicolas Dupont-Aignan dans l'entre-deux-tours de l'élection présidentielle de 2017.

#### Pétitions et manifestations
Entre les deux tours des élections régionales de 2015, une pétition sur le site Change.org rassemble plus de 100 000 signatures pour demander la prise en compte des votes blancs comme suffrages exprimés. En 2022, cette pétition reste active et rassemble plus de 360 000 signatures.